# Bánhidi László (színművész)
Bánhidi vagy Bánhidy László, születési és 1908-ig használt nevén Mudris László (Szatmárnémeti, 1906. március 11. – Budapest, 1984. november 12.) magyar színművész.

## Életpályája
Bánhidi (1908-ig, névmagyarosítása előtt Mudris) Antal János Károly kataszteri mérnök fia. Apja Jászárokszálláson született 1876-ban, az ő anyját hívták Bánhidinek (Bánhidi Paulina).

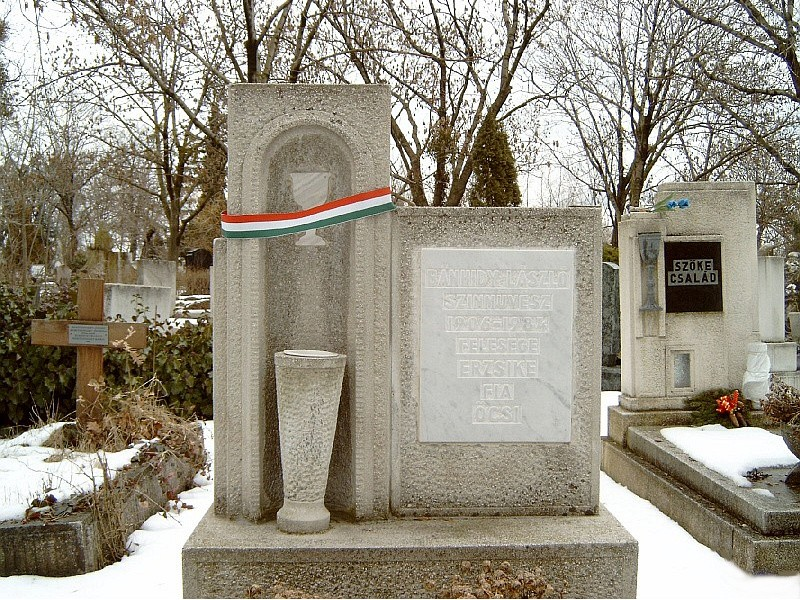
Sírja Budapesten. Farkasréti temető: 28/1-1-28.

Édesanyja Nagy Terézia az Arad megyei Pankotán született. László teológiára járt, majd jelentkezett a Színművészeti Akadémiára, ahol 1928-ban végzett. Az Országos Kamara Színházban játszott 1929-től 1930-ig, 1930 és 1931 között pedig Kassán. Ungvár és Munkács következett 1931 és 1934 között, 1934-ben szerződött a Bethlen téri Színházba Budapestre. 1937-től 1939-ig a Magyar Színház tagja volt, majd a Belvárosi Színház tagja volt egy évig, 1939-től 1940-ig. 1941-ben a miskolci Nemzeti Színházhoz szerződött egy évre, 1942-től pedig a Vidám Színpadon játszott 1944-ig. A Nemzeti Színház tagja lett 1944-ben, de játszott a Madách Színházban is ezzel egyidőben. 1949-ben újra a Belvárosi Színház tagja lett, 1951 és 1957 között pedig a Magyar Néphadsereg Színházában játszott. 1957-ben a Petőfi Színházhoz szerződött, majd 1960 és 1963 között a Jókai Színház tagja volt. 1963-ban szerződött a Thália Színházhoz, itt játszott nyugdíjazásáig, 1966-ig.
Nyugdíjas színészként is rendszeresen fellépett a Pesti Színházban. Játékfilmekben, tévéfilmekben és rádiójátékokban is gyakran szerepelt.

## Családja
Felesége, Erzsébet és fia szintén egy sírban nyugszik vele. Borbás Lajosné, a művész lánya szerint Bánhidy László nagyon jó apa volt, rengeteget foglalkozott gyerekeivel. „Ha kórházban voltam, oda édesapám jött, az iskolában mindig ő volt a szülői értekezleteken.”

## Emlékezete
- 2010. március 26-án emléktáblát avattak tiszteletére egykori lakóháza falán (Budapest XIII. ker., Szent István körút 22.).
- 2022. március 11-én a szatmárnémeti Ady Endre társaság emléktáblát avatott  tiszteletére egykori szülőháza  falán. (Szatmárnémeti, Vajay – jelenleg Gabriel Georgescu utca 26.)[10]
- Mellszobra áll Keszthelyen a Kossuth utca 10. szám alatt, ahol egyebek mellett a Tüskevár Panoptikum is található.

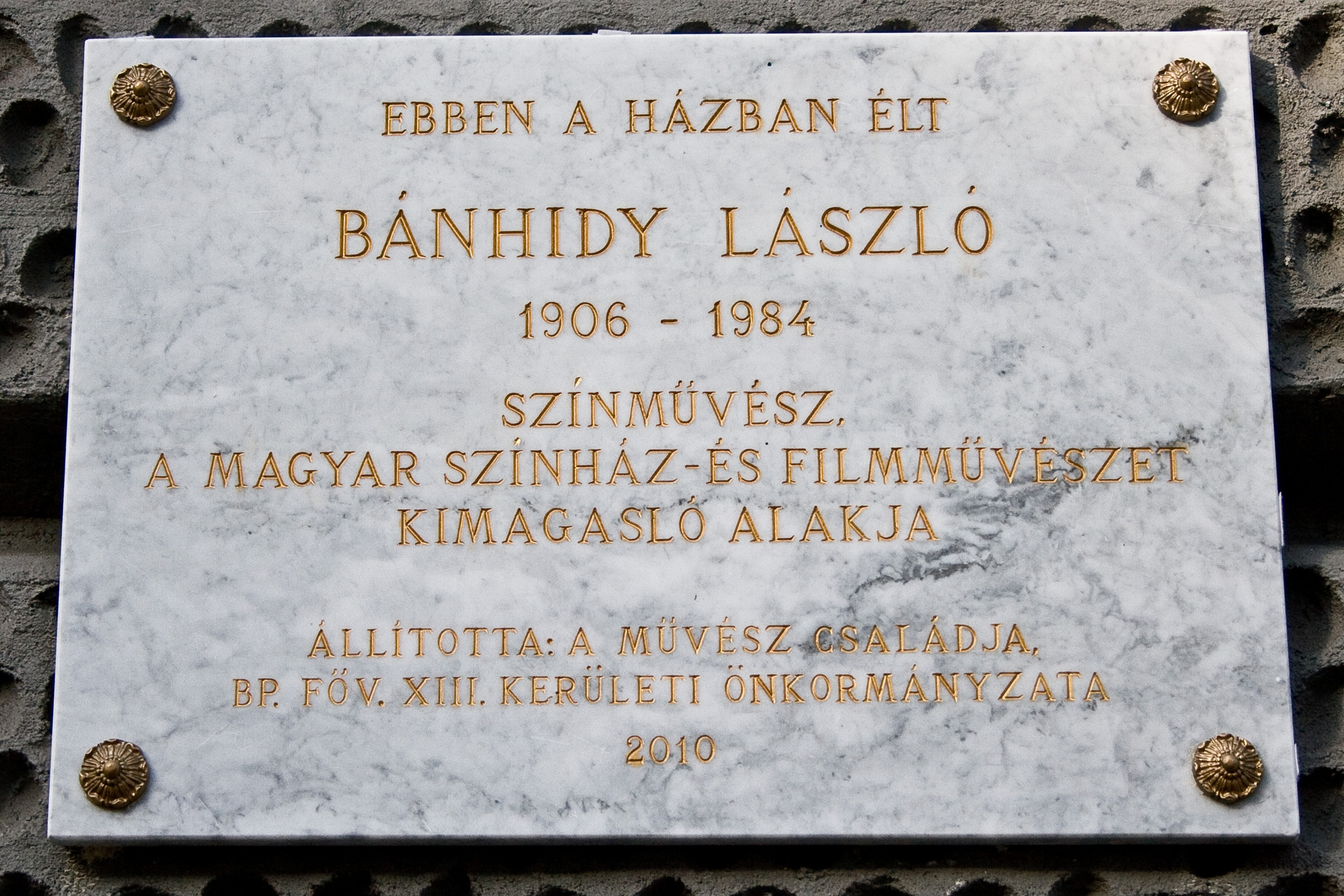
Emléktáblája a Szent István körút 22. falán (Budapest XIII. ker.)
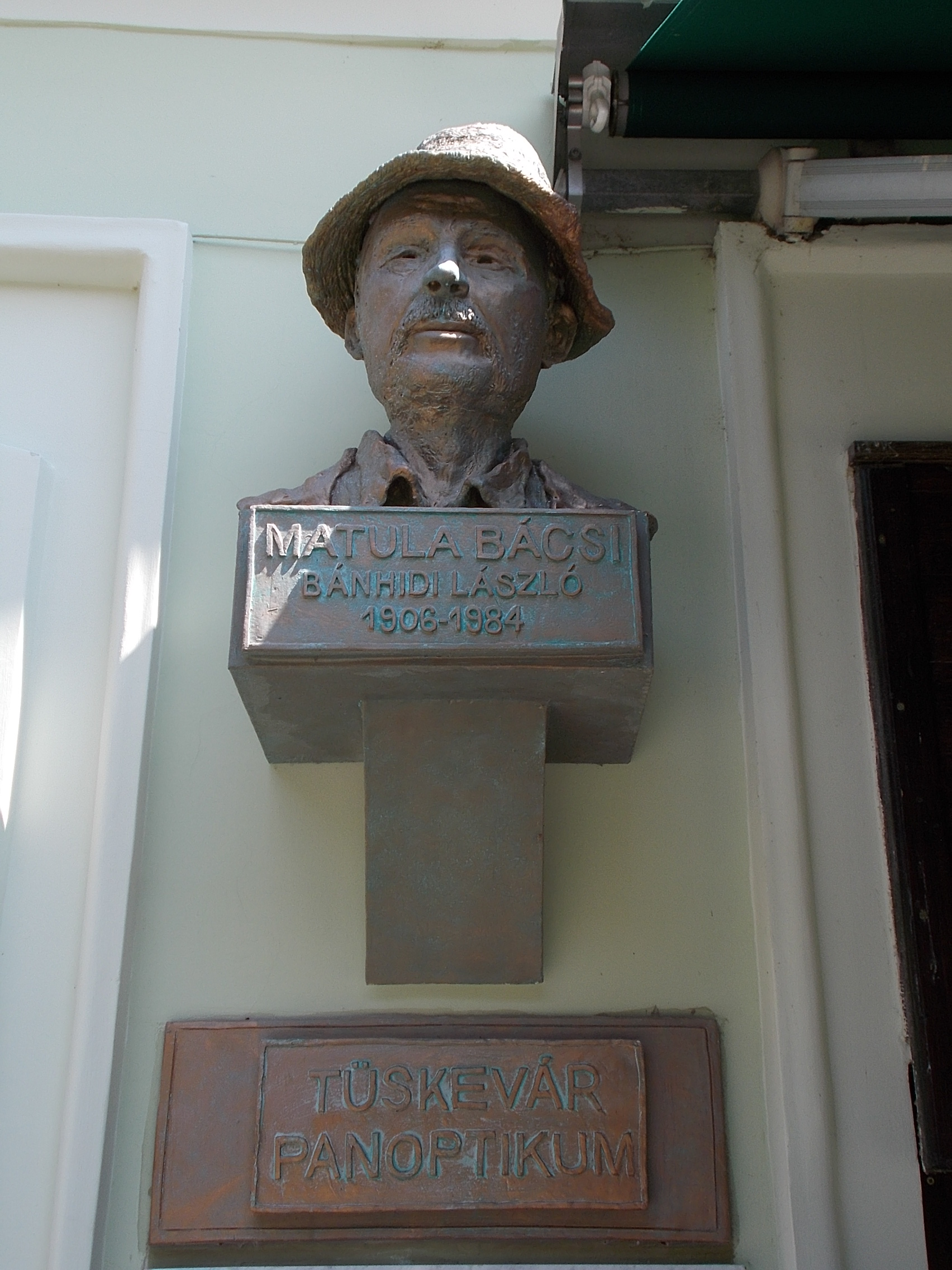
„Matula bácsi” mellszobra Keszthelyen

## Színpadi szerepei
- Katona József: Bánk bán....Tiborc
- Mándi Éva: Hétköznapok hősei....János bácsi
- Földes Mihály: Mélyszántás....Fazekas
- Hunyady József: Bányászbecsület....Öreg Talyigás
- Edward Albee: Bessie Smith halála....Apa
- Iszaak Babel: Alkony....Iván
- Kodolányi János: Földindulás....Böbék Samu
- Ilf-Petrov: 12 szék....Korobejnyikov
- Otto L. Fischer: Kimenő....Christian
- Dobozi Imre: Szélvihar....Kalló Ferenc
- Visnyevszkij: Optimista tragédia....Rekedt
- Mágori Erzsébet: Diplomaták....Filippino
- Gogol: Hamiskártyások....Glov
- Nyekraszov: Az uzsorás....Loszkutov
- Jurij Burjakovszkij: Üzenet az élőknek....Friederich
- Martti Larni: A negyedik csigolya (Mr. Finn Amerikában)....Páciens
- Max Frisch: Andorra....Asztalos
- Fejes Endre: Rozsdatemető....Szörm
- Ion Luca Caragiale: Az elveszett levél....Ghita Pristanda
- Cao Jü: Felkelő nap....Li Se-csing
- Otto Leck Fischer: Kimenő....Christian
- Vratislav Blažek: Mesébe illik....Mázoló
- Victor Hugo: A nevető ember balladája....Gernardus
- Jaroslav Hašek: Svejk....Palivecz
- Stendhal: Vörös és fekete....Pirard abbé
- Sárospataky István: Kőmíves Kelemenné[11]

## Filmjei

### Játékfilmek
- Pillanatnyi pénzzavar (1938)
- Egy bolond százat csinál (1942)
- Féltékenység (1943)
- A két Bajthay (1944)
- Mezei próféta (1947)
- Ének a búzamezőkről (1947)
- Talpalatnyi föld (1948)
- Úri muri (1949)
- Ludas Matyi (1949)
- Dalolva szép az élet (1950)
- Civil a pályán (1951)
- Ütközet békében (1951)
- Vihar (1952)
- Tűzkeresztség (1952)
- Föltámadott a tenger I-II. (1953)
- Fel a fejjel (1954)
- Rákóczi hadnagya (1954)
- Életjel (1954)
- Hintónjáró szerelem (1954)
- A 9-es kórterem (1955)
- Budapesti tavasz (1955)
- Keserű igazság (1956)
- Külvárosi legenda (1957)
- A nagyrozsdási eset (1957)
- Égi madár (1957)
- Csempészek (1958)
- Vasvirág (1958)
- Tegnap (1959)
- Merénylet (1959)
- Égrenyíló ablak (1959)
- Akiket a pacsirta elkísér (1959)
- Pár lépés a határ (1959)
- A harminckilences dandár (1959)
- Zápor (1960)
- Hosszú az út hazáig (1960)
- Az arcnélküli város (1960)
- Csutak és a szürke ló (1961)
- Felmegyek a miniszterhez (1961)
- Jó utat, autóbusz! (1961)
- Mici néni két élete (1962)
- Asszony a telepen (1962)
- Legenda a vonton (1962)
- Amíg holnap lesz (1962)
- Áprilisi riadó (1962)
- Fagyosszentek (1962)
- Tücsök (1963)
- Mindennap élünk (1963)
- A szélhámosnő (1963)
- Váltás (1964)
- A pénzcsináló (1964)
- Ha egyszer húsz év múlva (1964)
- Négy lány egy udvarban (1964)
- A kőszívű ember fiai I-II. (1964)
- Özvegy menyasszonyok (1964)
- A tizedes meg a többiek (1965)
- Fény a redőny mögött (1965)
- Butaságom története (1965)
- Háry János (1965)
- Húsz óra (1965)
- Büdösvíz (1966)
- Fügefalevél (1966)
- Hogy szaladnak a fák... (1966)
- A holtak visszajárnak (1968)
- Próféta voltál szívem (1968)
- Egri csillagok I-II. (1968)
- Feldobott kő (1969)
- A beszélő köntös (1969)
- Szindbád (1971)
- Harminckét nevem volt (1972)
- Nápolyt látni és… (1972)
- Ki van a tojásban? (1973)
- Jelbeszéd (1974)
- Illatos út a semmibe (1974)
- Ballagó idő (1976)
- Kísértet Lublón (1976)
- Nem élhetek muzsikaszó nélkül (1978)
- Indul a bakterház (1979)
- A Pogány Madonna (1980)
- Fábián Bálint találkozása Istennel (1980)
- Csak semmi pánik (1982)
- Szegény Dzsoni és Árnika (1983)

### Tévéfilmek
- Kard és kocka (1959)
- Akik nem tudják mit cselekszenek (1961)
- Epeios akció (1963)
- Az utolsó budai basa (1963)
- Váltás (1964)
- Az én kortársaim (1964)
- Tüskevár 1–8. (1967)
- Kincskereső kisködmön 1-6. (1968)
- Bors (1968)
- Élő Antigoné (1968)
- Az ember tragédiája (1969)
- Hét kérdés a szerelemről - és három alkérdés (1969)
- A revizor (1970)
- Igéző (1970)
- A kazamaták titka (1971)
- Egy óra múlva itt vagyok… (1971)
- A fekete város 1–7. (1971)
- Rózsa Sándor 1–12. (1971)
- Ember a vízben (1971) (író is)
- A gyáva (1971) .... munkás
- Kukori és Kotkoda (1971-rajzfilmsorozat)....A sas hangja
- Az ezeregyedik kilométer (1972)
- Az öreg bánya titka 1–5. (1973)
- Sólyom a sasfészekben 1–4. (1973)
- A labda (1974)
- Embersirató (1974)
- Keménykalap és krumpliorr 1–4. (1974)
- Aranyborjú (1974)
- Sztrogoff Mihály 1–7. (1975)
- A tanévzáró (1975)
- Le a cipővel! 1–2. (1976)
- Karancsfalvi szökevények (1976)
- Megtörtént bűnügyek sorozat Azon az éjszakán című része (1976)
- Hungária Kávéház 1–6. (1976-tévésorozat)
- Robog az úthenger (1976)
- Z. szerkesztő emlékezetes esetei 4. (1976)
- A csillagszemű 1–2. (1977)
- Nyúlkenyér (1977)
- Magyar népmesék (rajzfilmsorozat) Eb, aki a kanalat meg nem eszi című része (1977)...Mesélő
- Mednyánszky (1978)
- Indul a bakterház (1979)
- Rab ember fiai (1979)
- Foglalkozása színész – Bánhidi Lászlóval Bujtor István beszélget (1980)
- A világ közepe (1980)
- A Mi Ügyünk, avagy az utolsó hazai maffia hiteles története (1980)
- Jegor Bulicsov és a többiek (1981)
- Apassionata (1982)
- A piac (1983) ... Száler
- Különös házasság 1–4. (1984)
- Torta az égen (1984)
- Kismaszat és a Gézengúzok (1984)
- Kémeri 1–5. (1984)

## Hangjáték
- Bakó József: Ezerhold (1946)
- Illés Béla: Tűz Moszkva alatt (1950)
- Kerekes Imre: Híd a Szamoson (1950)
- Baróti Géza: A diadalmas név (1951)
- Karinthy Ferenc: Kőművesek (1951)
- Konsztantin Szimonov: Idegen árnyék (1952)
- Diderot: Az apáca (1953)
- Hunyady József: A nép tudósa (1953)
- Erdős László, dr.: A sárkúti zendülés (1957)
- Cao Jü: Zivatar (1959)
- Kozsevnyikov, Vagyim: Ismerjék meg Balujevet! (1961)
- Mándy Iván, László Endre: Robin Hood kalandjai (1962)
- Csehov, Anton Pavlovics: Platonov szerelmei (1964)
- Vohlrab, Egon: A sztudánkai vendég (1964)
- Felkai Ferenc: Hannibál (1965)
- Művészpályám - Bikádi György visszaemlékezése (1965)
- Őszi vásár – vendég: Fekete István (1965)
- Anton Pavlovics Csehov: A levél (1966)
- Mihail Solohov: Csendes Don (1967)
- Kopányi György: Idézés elhunytaknak (1969)
- Mocsár Gábor: Kerek egymillió (1969)
- Szabó Pál: Őszi vetés (1970)
- Hegedűs Géza: Szemiramisz szerelme (1971)
- Lev Tolsztoj: Hadzsi Murat (1971)
- Lengyel Balázs: A szebeni fiúk (1977)
- Kopányi György: Lekésett szüret (1978)
- Csemer Géza: Forintos doktor (1982)
- ÍRÓVÁ AVATNAK - Sütő András indulása (1982)
- Juhan Smuul: A zugkapitány (1982)
- Szép Ernő: Május (1983)